# 일본 고등학교 야구 연맹
재단법인 일본 고등학교 야구 연맹(일본어: 財団法人日本高等学校野球連盟, 영어: Japan High School Baseball Federation)은 일본의 고교 야구(남자)의 통할 조직으로 47개 도도부현의 고등학교 야구 연맹을 조직·운영하고 있다. 재단법인 전일본 대학 야구 연맹과 함께 상부 조직으로서 재단법인 일본 학생 야구 협회를 구성하고 있다.

## 개요
전쟁 전에는 오사카 아사히 신문사에 의해 실시되고 있던 전국 중등 학교 우승 야구 대회를 운영하는 목적으로 1946년에 결성된 전국 중등 학교 야구 연맹(全国中等学校野球連盟)이 모체가 되고 있다. 제2차 세계 대전 종료에 의해 1947년에는 학제 개혁이 실시되면서 중등 학교가 고등학교에 개편되어 전국 고등학교 야구 연맹(全国高等学校野球連盟)이라는 이름으로 개칭했다.
1963년에는 문부성으로부터 재단법인으로 인가를 받아 동시에 현재의 명칭으로 변경했다. 개명 등을 거친 현재에도 아사히 신문사와의 관계는 밀접하여 중앙의 상부 임원 대다수가 전직 간부 등을 포함한 아사히 신문 관계자였다.

## 연혁
- 1915년 8월 : 전국 중등 학교 우승 야구 대회를 시작함(주최는 오사카 아사히 신문, 현재의 아사히 신문)
- 1924년 4월 : 선발 중등 학교 야구 대회를 시작함(주최는 오사카 마이니치 신문, 현재의 마이니치 신문)
- 1924년 8월 : 한신 고시엔 구장이 완공되면서 양 대회를 같은 구장에서 실시하게 된다.
- 1946년 2월 : 전국 중등 학교 야구 연맹 결성.
- 1946년 12월 : 일본 학생 야구 협회의 산하가 된다.
- 1947년 4월 : 학제 개혁에 의해 전국 고등학교 야구 연맹으로 변경.
- 1956년 8월 : 전국 고등학교 연식 야구 대회를 시작함.
- 1963년 2월 : 재단법인화에 의해 일본 고등학교 야구 연맹으로 개칭.
- 1978년 8월 : 전국 고교 연식 야구 대회를 전국 고등학교 연식 야구 선수권 대회로 개칭.

## 운영 대회
- 전국 고등학교 야구 선수권 대회
- 선발 고등학교 야구 대회
- 전국 고등학교 연식 야구 선수권 대회

## 조직 구성
상임이사회와 9개의 지구 이사회로 구성되는 전국 이사회, 평의원회, 복수의 위원회로부터 구성된다.
- 총무위원회
- 재무위원회
- 심의위원회
- 심판규칙위원회
- 기술·진흥위원회
- 의과학위원회
- 프로 아마 건전화위원회
- 연식부위원회
- 사에키 기념 국제교류위원회
- 야구 유학 검토위원회
- 선수권 대회 운영위원회
- 선발 대회 운영위원회